# Robert Flaherty
Robert Joseph Flaherty est un réalisateur américain, né le 16 février 1884 à Iron Mountain, dans le Michigan, et mort le 23 juillet 1951 à Vermont, dans le Montana.
Il est souvent considéré, avec Dziga Vertov, comme l'un des pères du film documentaire,,, terme utilisé pour la première fois lors de la sortie de Moana, dans un article du New York Sun écrit par John Grierson, qui travaillera plus tard avec Flaherty. Il est considéré aussi comme pionnier ou fondateur de ce que l'on nomme aujourd'hui docufiction ou ethnofiction, une pratique utilisée, d’une façon plus ou moins intense, dans tous ses films depuis Nanouk l'Esquimau.

## Biographie

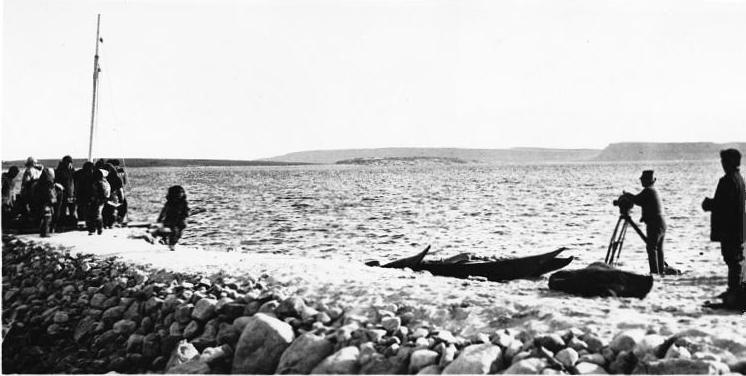
R. J. Flaherty réalisant un film à Port Harrison (Québec), en 1920-1921.

Né d'une famille issue de l'émigration irlandaise,, installée à Iron Mountain, Robert Flaherty est l’aîné des sept enfants de Robert H. et de Suzan Kloeckner Flaherty. Il suit des études au Upper Canada College de Toronto puis au Michigan College of Mines, d'où il sera expulsé après sept mois de scolarité. Il commence sa carrière comme explorateur, cartographe et géologue dans la région de la Baie d'Hudson, au Canada, pour le compte d'une compagnie minière. En 1913, lors de sa troisième expédition dans cette région, son patron, Sir William Mackenzie, lui suggère de se munir d'une caméra afin de filmer la nature sauvage ainsi que les gens qui y vivent. Flaherty est particulièrement intéressé par les Inuit.
Son premier reportage filmé date de 1916. Le film, enregistré sur un support nitrate très inflammable est malencontreusement détruit par une cigarette. De cette malheureuse expérience, il découvrira qu'il ne veut plus faire des films de voyages et d'expédition, mais plutôt des films de connaissance et de rapprochement des peuples plus éloignés. Nanouk l'Esquimau,, (Nanook of the North),, tourné à Port Harrison, est un travail de commande, réalisé pour le grand fourreur parisien Révillon Frères. Le film obtient un immense succès public. Pourtant, les choix de Flaherty dans le traitement du sujet, comme le fait de mettre en avant la personnalité de Nanook, lui attirent des critiques, certains allant jusqu'à l'accuser de manipulation. Le reproche n'est pas tout à fait injustifié, car certains événements ont été effectivement mis en scène.
Flaherty part dans l'hémisphère Sud en 1923 pour tourner Moana,, en Polynésie. Il passe un an à Samoa, entre avril 1923 et décembre 1924, et raconte la vie des Polynésiens. Durant cette période, il s'intéresse aussi à l'aspect technique des prises de vue ; il souhaite faire des images en couleur avec un nouveau procédé photographique, mais le film est finalement tourné en noir et blanc,.
En 1929, Robert Flaherty rencontre à Bali Friedrich Wilhelm Murnau qui lui propose de créer une société de production cinématographique. Ensemble, ils coproduisent Tabou, ils participent tous les deux à l'écriture du scénario, Friedrich Wilhelm Murnau réalise le film, et Robert Flaherty devait être directeur de la photo, mais Murnau engage le cadreur Floyd Crosby, qui apporte sa caméra et doit aider Flaherty. Flaherty ne tourne que quelques plans, et Crosby gagnera un Oscar pour l'image de ce film. Flaherty et Murnau sont en désaccord sur la mise en scène, Flaherty croyant à l'authenticité du documentaire et ayant voulu filmer l'exploitation des autochtones par les Blancs. Il estime que la façon dont Murnau dirige les acteurs est une manipulation.
Les parents de Flaherty étaient irlandais d’origine. Le cinéaste rêvait de filmer la terre de ses ancêtres. Grâce à John Grierson,,, il part durant deux ans dans la petite île irlandaise d'Aran, entre novembre 1931 et le printemps 1933. Il tourne L'Homme d'Aran (Man of Aran),,, la lutte pour la vie d'une famille de pécheurs, une véritable épopée de l’homme face à la nature, le film est un poème lyrique et non un film d’ethnologue,.
En 1948, il tourne son dernier documentaire, Louisiana Story,,. Ce film, qui relate l'installation d'une plateforme d'extraction de pétrole dans les marais de Louisiane, est une commande de la Standard Oil Company destinée à montrer les problèmes de la recherche pétrolière en milieu difficile. Robert Flaherty raconte la vie d'un jeune garçon dans la nature sauvage des marais et confronté à l'arrivée des techniciens venus installer un derrick.
Les archives de Robert Flaherty sont déposées à la bibliothèque de l'Université Columbia de New York. Sa femme est morte en 1972.
En 1960 est créé le Flaherty Seminar dont l'objet est la promotion du film documentaire,.

## Une certaine vision du cinéma
Flaherty, est un des premiers à avoir fréquenté ses sujets avant de les filmer. Ainsi, son cinéma repose sur ces liens de complicités. Le cinéma selon Flaherty est un moyen de connaissance et de rapprochement. Il voit ses filmés comme de réels collaborateurs. Ainsi, il traite sa pellicule sur les lieux mêmes du tournage et projette son film à mesure de son montage et de sa collaboration. Flaherty est le premier réalisateur, qui établit le principe de fréquentation et complicité avec les filmés qui sera cher, plus tard, au cinéma direct, méthode largement utilisée par Jean Rouch dans ses films.
Flaherty arrive sur les lieux du tournage sans préconception. Il ne sait pas ce qu'il va trouver sur place et il est toujours dans l'attente d'une révélation. Quand il a trouvé cette révélation, il essaie de la mettre en valeur par sa mise en scène documentaire. Il veut ainsi atteindre l'essence de cette vérité.
Il y a donc mise en scène chez Flaherty. Il dramatise les évènements, engage des acteurs non professionnels pour jouer dans ses films. Par exemple, Nanouk l'Esquimau ne s'appelle pas Nanouk, mais Allakariallak. Il n'est pas en couple avec cette femme et n'a pas ces enfants. Dans L'Homme d'Aran, le pêcheur n'est pas vraiment un pêcheur, et ce n'est pas réellement sa famille.
Flaherty recrée également certains moments qui ont été impossibles à filmer. Il déforme aussi la réalité en créant pour Nanouk l'Esquimau un faux igloo pour pouvoir filmer à l'intérieur de celui-ci (un vrai igloo n'aurait pas laissé entrer assez de lumière pour le tournage).
Cette déformation de la réalité a été souvent critiquée mais également défendue par des auteurs comme Gilles Marsolais. Celui-ci dénonce le puritanisme de la pseudo objectivité : il est question avant tout de respecter une vérité profonde.
Également, le dialogue pour Flaherty n'a que peu d'importance. Pour lui, c'est la musique de la langue qui est intéressante plutôt que son sens. Il accorde également beaucoup d'importance à la musique de ses films car ils sont créateurs de mouvements, qui, selon lui, sont ralentis par la parole.
Contemporain de Flaherty, le Portugais José Leitão de Barros est, avec lui, un des pionniers de la docufiction et de l'ethnofiction, avant que Jean Rouch ne les applique d’une façon méthodologique en tant qu’anthropologie visuelle.

## Thèmes de Flaherty

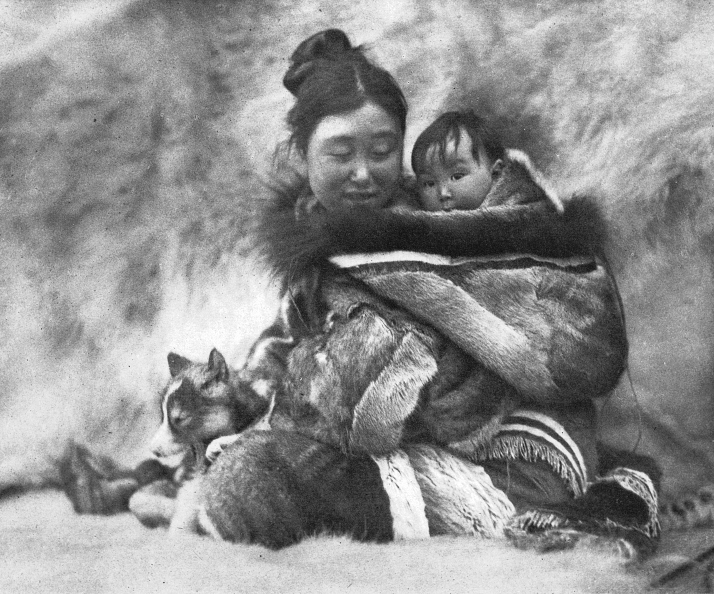
Nyla et son enfant

Les films de Flaherty sont des films humanistes, contemplateurs, lyriques et épicuriens, à l'image de l'homme. Ce sont des films de combat et de courage, proches du mythe. Ces thèmes sont récurrents chez son cinéma :
- la beauté naturelle
- les anciennes traditions
- le regret du passé
- l'entraide familiale
- le conflit de l'homme avec la nature
- l'apprentissage par la souffrance

## Filmographie
- 1922 : Nanouk l'Esquimau (Nanook of the North)
- 1925 : The Pottery-Maker (en)
- 1926 : Moana (Moana : A Romance of the Golden Age)
- 1927 : The Twenty-Four Dollar Island
- 1928 : Ombres blanches (White Shadows in the South Seas) (coréalisation avec W. S. Van Dyke[55])
- 1931 : Industrial Britain  (coréalisation avec John Grierson)
- 1931 : Tabou (Tabu) (coréalisation avec F.W. Murnau)
- 1934 : L'Homme d'Aran (Man of Aran)
- 1937 : Elephant Boy  (coréalisation avec Zoltan Korda)
- 1942 : La Terre (The Land)
- 1948 : Louisiana Story
- 1949 : The Titan: Story of Michelangelo, (coréalisation avec Richard Lyford (en) et Curt Oertel (de))